# Кашеваров, Николай Иванович
Николай Иванович Кашеваров (р. 1954) — Член Президиума Российской академии наук.Заместитель председателя Сибирского отделения РАН и член президиума СО РАН. Председатель объединённого ученого совета СО РАН по сельскохозяйственным наукам. Руководитель научного направления Сибирского НИИ кормов СФНЦА РАН. Академик РАСХН, академик РАН, доктор сельскохозяйственных наук, профессор, заслуженный деятель науки Российской Федерации.

## Биография
Родился 3 января 1954 года в селе Анисимовка Карасукского района Новосибирской области. Окончил Новосибирский сельскохозяйственный институт. Работал в Сибирском НИИ кормов (в том числе с 1993 директором). Профессор. С 2005 года академик РАСХН. Работал также 1 заместителем председателя СО РАСХН. Разрабатывал новые сорта бобов.

## Публикации
- «Возделывание силосных культур в Западной Сибири» (1993 г.)
- «Полевое кормопроизводство в Сибири» (2001 г.)
- «Кукуруза в Сибири» (2004 г.)

Материалы исследований вошли в отраслевой стандарт «Кукуруза. Выращивание на силос. ОСТ 46172-84»

## Награды
Заслуженный деятель науки Российской Федерации (2008).
Награжден медалью ордена «За заслуги перед Отечеством» II степени (2004), почетными грамотами СО РАСХН, РАСХН, Миннауки РФ, Министерства сельского хозяйства РФ и другого значения, золотым знаком «Общественное признание».
Награждён знаком отличия «За заслуги перед Новосибирской областью» в 2017 году.